# Сент
Сент (фр. Saintes, местн. Sénte, окс. Santas) — французский город в департаменте Приморская Шаранта, на западе страны, в 76 км вверх по течению Шаранты от Ла-Рошели. От этого города происходит название исторической области Сентонж.

## Население
Население коммуны на 2010 год составляло 26 011 человек.
| 1962   | 1968   | 1975   | 1982   | 1990   | 1999   | 2010   |
| ------ | ------ | ------ | ------ | ------ | ------ | ------ |
| 25 717 | 26 507 | 26 891 | 25 471 | 25 874 | 25 628 | 26 011 |

## История
В античности на месте Сента находился центр крупного галльского племени сантонов (у римских авторов — Mediolanum Santonum). О древности поселения свидетельствуют развалины амфитеатра середины I века и чуть более ранней триумфальной арки Германика, перенесённой по предложению Проспера Мериме на набережную со старого моста через Шаранту.
В 1242 году Сент оказался в центре военных действий англичан и французов («Сентонжская война»).
Собор св. Петра выстроен в XV веке и пострадал от ярости гугенотов в 1568 году. В романской церкви святого Евтропия сохранилась гробница этого святого — первого епископа сентского. Церковь Сент-Мари (фр.) и прилегающее к ней женское аббатство (фр.) также выдержаны в романском стиле и относятся к XI веку. Сент оставался административным центром департамента до 1810 года, когда администрация переехала в Ла-Рошель.